# Boucle du Baoulé nationalpark

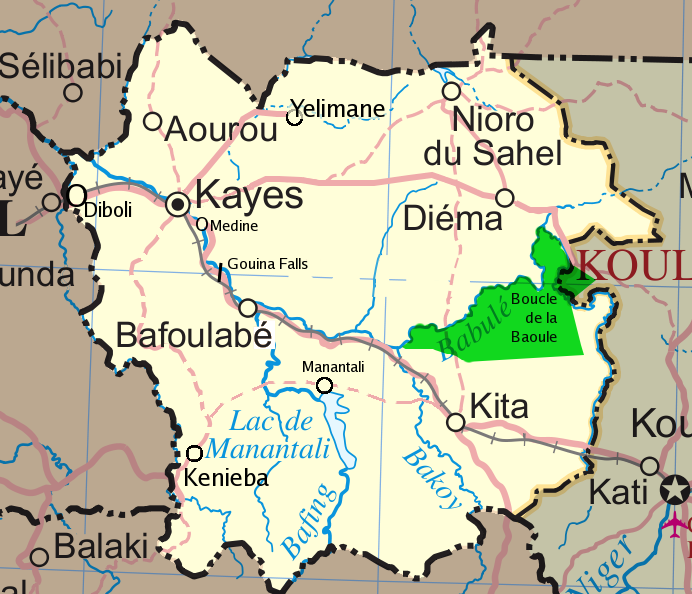
Nationalparkens läge (grönt) i regionen Kayes.

Boucle du Baoulé nationalpark (franska: Parc National de la Boucle) ligger i västra Mali i regionerna Kayes och Koulikoro. Den instiftades 1982 och omfattar 25 330 km². Nationalparken är känd för sin förhistoriska klippkonst och de gravar som finns inom den.
Nationalparken som även är deklarerad som ett biosfärområde är täckt av en busksavann. I norra delen är buskar av släktet Combretum förhärskande och i södra delen är träd och buskar av släktet Isoberlinia typiska. Längs floderna förekommer täta galleriskogar. Växtligheten i parkens norra del påverkas ofta av torka. Före nationalparkens inrättning var beståndet av flera stora däggdjur hotade genom jakt och konkurrensen med boskapsdjur. Några däggdjur som savannelefant, lejon och hyenor fick stabila populationer med hjälp av skyddsåtgärderna.
Parken är uppkallad efter floden Baloué som begränsar den på norra sidan. Flera andra vattendrag är endast tidvis vattenfyllda. Den låga växtligheten utgörs av gräs som Andropogon gayanus. Årsnederbörden ligger i norra delen vid 650 mm samt i södra delen vid 1000 mm. Stora delar av området bränns under mitten av oktober ner.

## Världsarvsstatus
Den 8 september 1999 sattes nationalparken upp på Malis tentativa världsarvslista.